# Pont del ferrocarril sobre l'Ebre (Tortosa)
L'antic pont del ferrocarril sobre l'Ebre és un pont de la ciutat de Tortosa (Baix Ebre) protegit com a bé cultural d'interès local. Actualment és utilitzat com a viaducte per a vianants. El pont és de color roig.

## Descripció
El pont segueix l'antiga línia del tram ferroviari Tortosa – Santa Bàrbara – Freginals, integrat en la línia València – Tarragona, que va entrar en desús arran de l'entrada en servei del Corredor Mediterrani, i creua el riu just pel punt on comença el parc de Teodor Gonzàlez.

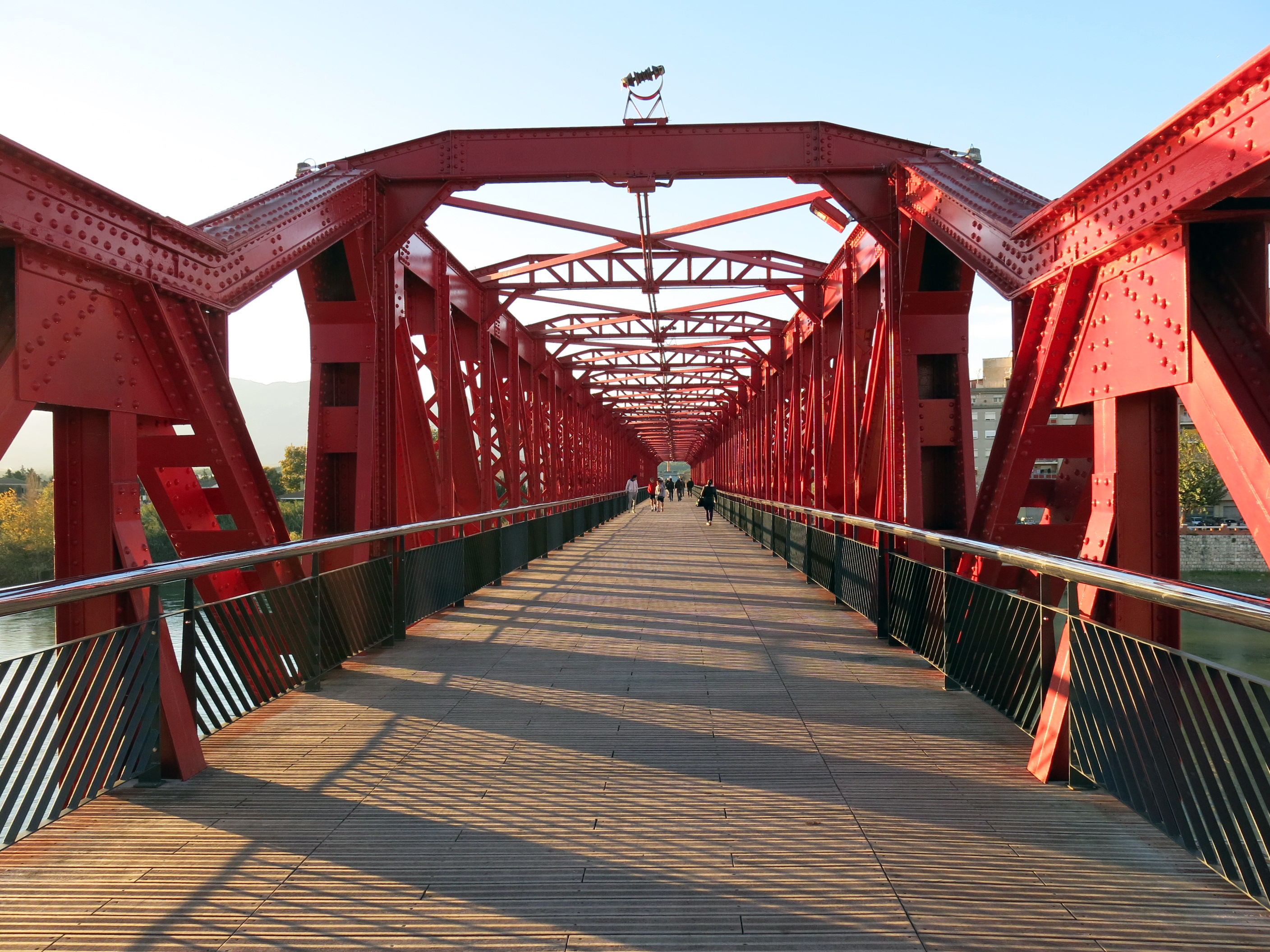
El pont, actualment pintat de vermell i utilitzat com a pas de vianants

Té 224 metres de llargària i es divideix en 6 trams, separats per grans columnes ovals. Cada columna creada a partir d'un tub de ferro enterrat entre 6 i 22 metres, depenent del tram. Els tubs son de 3 metres de diàmetre a la base i es reduïa a 2 a la part superior. Per dins s'ompliren de formigó i a l'exterior dels tubs s'envoltaren de carreus de pedra i formigó. Posteriorment es van unir i reforçar aquest sistema de piles que es va demostrar capaç de sustentar 9 tonelades de força per cada metre lineal. L'estructura que sustentava els rails del tren és de grans bigues de ferro longitudinals que sustenten, a la vegada, els muntants. Aquests, de bigues en ziga-zaga, són reforçats amb noves bigues a cada banda. Els estreps de l'inici i del final del pont són de maçoneria i de carreus de pedra. Aquesta estructura és la que inspirà la dels dos ponts de vianants i de vehicles que van existir abans de l'actual.

## Història
Va ser el primer pont resistent que travessava l'Ebre a l'alçada de Tortosa, ja que fins aleshores només havia existit el pont de barques. El primer pont era semblant a l'actual, però les columnes eren més primes i aparellades, imitant l'estil dòric. Es va construir entre els anys 1865 i 1868. El ferrocarril arribà per primer cop a Tortosa el 22 de març de 1865. El 1867 s'havia construït una primera estació provisional de fusta. L'actual no es va aixecar fins al 1869. El primer tren que va travessar el pont ho féu el 21 de juliol de 1868. Abans de la construcció del pont, des del 1867, el trajecte entre Barcelona i València es feia amb dos trens, cadascun dels quals arribava a una de les ribes de l'Ebre, on es feia el traspàs de passatgers. Aleshores aquest trajecte es realitzava en 8 hores i 40 minuts. Amb el nou pont, el trajecte continu entre València i Barcelona es va reduir a 7 hores.

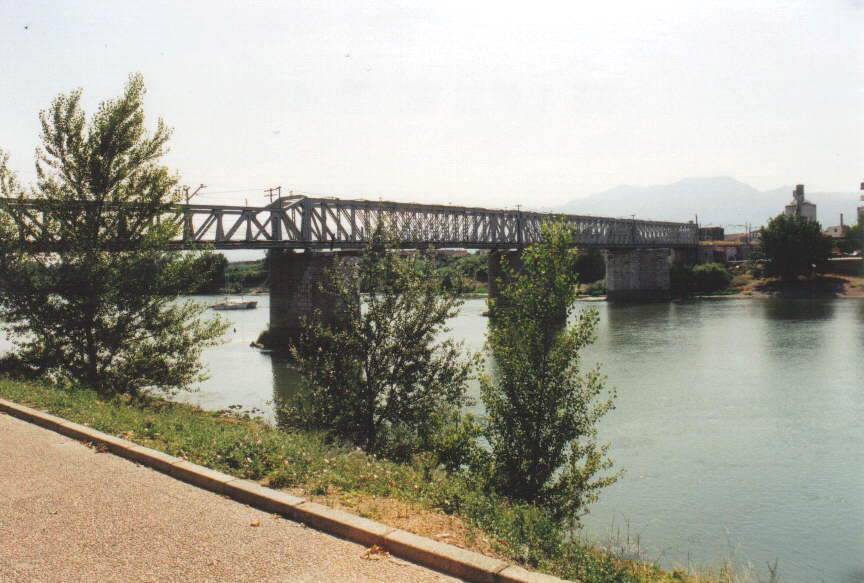
La cara nord del pont en una imatge del 2004, abans de la rehabilitació actual

Al primer terç del segle xx (1911-1913), es va substituir el tauler metàl·lic inicial i els antics pilars de planxa metàl·lica reomplerts de formigó es van substituir per uns nous pilars de fàbrica, a càrrec de La Maquinista Terrestre i Marítima. Durant la Guerra Civil, l'abril del 1938 l'exèrcit republicà va dinamitar el pont i l'estructura  va quedar molt malmesa. Es va reconstruir després de la guerra segons l'aparença que tenia anteriorment, el que va ser la darrera gran reforma.
Ja a les acaballes del segle xx, quanel Corredor Mediterrani ferroviari entra en servei, la línia de tren que passava per sobre el pont es va suprimir: l'últim comboi el va travessar el 9 d'agost de 1996. Amb tot i això, la via i altres elements ferroviaris hi van romandre fins a l'última remodelació del 2011-2013, quan es va pintar de vermell i es va habilitar com a viaducte de vianants integrat a la via verda del Baix Ebre.